# Laura Maddox
Laura Maddox (* 13. Mai 1990 in Bath) ist eine britische Sprinterin, die sich auf den 400-Meter-Lauf spezialisiert hat.

## Sportliche Laufbahn
2015 erreichte sie bei den Leichtathletik-Halleneuropameisterschaften in Prag im Einzelbewerb das Halbfinale und gewann in der 4-mal-400-Meter-Staffel Silber.

## Persönliche Bestzeiten
- 400 m: 52,73 s, 14. Juni 2014, Genf
  - Halle: 52,32 s, 21. Februar 2015, Birmingham